# S Rockaway Park Shuttle
 (janvier 2022).
Si vous disposez d'ouvrages ou d'articles de référence ou si vous connaissez des sites web de qualité traitant du thème abordé ici, merci de compléter l'article en donnant les références utiles à sa vérifiabilité et en les liant à la section « Notes et références ».
Pour les articles homonymes, voir Ligne S.

Le logo de la ligne S.

Plan de la ligne S Rockaway Park Shuttle.

La ligne S Rockaway Park Shuttle est une ligne du métro de New York. Elle fonctionne dans le Queens, au sud de Long Island. Cette ligne s'adresse aux habitants de la péninsule de Rockaway, presqu'île située au Sud de la Jamaica Bay. À l'instar des autres « Shuttles » (navettes) du réseau, la ligne de Rockaway est assez courte, et sert de commodité aux habitants d'une partie du Queens ; elle relie en effet Rockaway Park (localisation du terminus : 40° 34′ 50″ N, 73° 50′ 14″ O) à Broad Channel (localisation du terminus : 40° 36′ 30″ N, 73° 48′ 57″ O), sur l'une des îles de la Jamaica Bay.